# Red Rising
 (octobre 2016).
- Si vous ne connaissez pas le sujet, laissez ce bandeau (vous pouvez alors contacter les auteurs).
- Si vous supprimez le contenu mis en cause (vous pouvez préalablement contacter les auteurs),

argumentez précisément cette suppression dans la page de discussion
(un manque de référence n'est pas un argument ; une recherche réelle de référence doit avoir été effectuée, être formellement documentée).
 (mai 2024).
 (octobre 2016).
La saga Red Rising est une série de romans de science-fiction dystopique écrite par l'auteur américain Pierce Brown (en).

## Romans
Red Rising est divisé en deux séries racontant la lutte contre la Souveraineté, puis contre les ennemis restants (La Société et la Bordure, ainsi que les Osseleux et le Minotaure). Une série de bandes dessinées préquelle, Red Rising : Sons of Ares, a fait ses débuts en mai 2017,.

### TrilogieRed Rising
1. Red Rising, publié le 17 juin 2015.
2. Golden Son[a], publié le 27 janvier 2016.
3. Morning Star, publié le 25 mai 2016.

### TétralogieIron Gold
1. Iron Gold, divisé en deux parties pour la version française, publié le 12 septembre et le 10 octobre 2018.
2. Dark Age, divisé lui aussi en deux parties, publié le 23 mars et le 24 août 2022.
3. Light Bringer, publié le 25 juillet 2023 en anglais, car la traduction française n'est pas encore sortie.
4. Red God, en cours d'écriture.

## Résumés

### Livre 1:Red Rising
Darrow, seize ans, est un Rouge, et travaille sous la surface de Mars pour extraire de l’hélium-3 pour terraformer la planète. Lui et sa femme Eo sont capturés après être entrés dans une zone interdite et sont arrêtés. Alors qu’Eo est fouettée publiquement pour son crime, elle chante une chanson interdite pour protester contre l’esclavage des Rouges. Elle est ensuite pendue sur ordre du Haut-Gouverneur de Mars. Darrow coupe la corde et enterre le corps de sa femme, un crime pour lequel il est également pendu.
Cependant, Darrow se réveille pour découvrir qu’il a été drogué et livré aux mains des Fils d’Arès, un groupe de Rouges qui luttent contre l’oppression des « basses couleurs ». Les Fils ont adopté la vidéo de la chanson et de l’exécution d’Eo comme véhicule de ralliement pour leur cause.
Darrow va infiltrer la Société pour la faire tomber de l’intérieur. Il est physiquement transformé, ce qui lui donne les capacités et l’apparence d’un Or. En utilisant une identité fabriquée, Darrow est accepté dans l’Institut de Mars, où il se lie d’amitié avec Cassius au Bellona, et s’aliène l’arrogante Antonia au Severus. Darrow est sélectionné pour la Maison Mars par Fitchner.
Darrow doit s'astreindre au Passage, il est obligé d’assassiner le frère de Cassius, Julian, pour survivre. Puis Mars se divise en factions : l’une dirigée conjointement par Darrow et Cassius, l’autre par Antonia et l’autre par Titus au Ladros ; Sevro part seul.
Pour neutraliser Titus, qui a violé les esclaves restées dans la forteresse de Mars, Darrow manipule la maison Minerve, dirigée par « Mustang ». Mustang et ses troupes prennent la forteresse de Mars et emprisonnent Titus. Sevro et Darrow capturent l’étendard de Minerve, qu’ils échangent pour récupérer le château de Mars. Darrow devient Primus de la Maison Mars, et Sevro et ses « Hurleurs » lui déclarent leur loyauté.
Darrow se rend compte que Titus est un Rouge, il permet à Cassius d'exécuter Titus. Darrow capture la forteresse de Minerve et bat Pax au Telemanus. Mustang révèle l’existence du « Chacal », le chef de la maison Pluton, qui terrorise les maisons.
Lilath, de Pluton, arrive pour délivrer la prime que le Chacal a mise sur la tête de Darrow. Antonia et certains des partisans de Titus tentent de tendre une embuscade et de tuer Darrow, mais il parvient à contrecarrer leur plan. Lilath révèle secrètement à Cassius que Darrow a tué Julian ; Cassius défie Darrow en duel à l’extérieur de la forteresse de Mars, le blessant et le laissant mourir.
Darrow est secouru et soigné par Mustang. Ils fuient pour éviter d’être découverts par Cassius, maintenant Primus de la Maison Mars. Darrow et Mustang commencent à amasser une armée en recrutant de nombreux esclaves errants qui ont choisi de désobéir aux ordres, avec l’étendard de Minerve. Apprenant de ses erreurs précédentes, il libère ces esclaves et assume la responsabilité de leurs actions pour gagner leur allégeance. Il gagne la loyauté du fourbe Tactus au Rath. Sevro retrouve Darrow pour unir ses forces.
Darrow s’empare des forteresses Cérès, Apollon et Jupiter. Fitchner révèle à Darrow que les Proctors ont conspiré pour aider le Chacal, qui est en fait Adrius au Augustus. Darrow annonce un prisonnier chez Jupiter comme étant le Chacal après avoir empalé sa main. Celui-ci se coupe la main pour s’échapper et attaque Darrow sous le choc et tue Pax ; puis s’échappe avec l’aide d'Apollon.
Enragé par les efforts des Proctor pour entraver sa victoire, Darrow tue Apollon, et son armée prend d’assaut le mont Olympe. Les Proctors maîtrisés avec l’aide de Sevro et des Hurleurs, Darrow envoie Mustang capturer le Chacal, et découvre qu’elle est Virginia au Augustus, Darrow s’attend à une trahison, mais elle revient avec son frère captif, et Darrow gagne l’exercice.
Cassius promet à Darrow de se venger. Avec sa victoire, Darrow a le choix de la Maison pour parrainer son avenir. Il accepte l’offre d'Augustus et le servira comme l’un de ses lanciers, sachant que l’homme puissant lui offrira le pouvoir dont il a besoin pour détruire les Ors.

Pour la mort de Pax au Telemanus, Pierce Brown explique :
La mort de Pax a été capricieuse et m’a dérangé. J’avais besoin du chacal pour démontrer sa nature dans le tome 1, alors j’ai mis tous les noms dans le chapeau sauf Darrow et Mustang. Quand j’ai sorti le nom de Pax, je suis resté là à penser : « Je pourrais juste le remettre, personne ne le saura jamais. » J’avais prévu un énorme arc narratif avec Darrow avec les Telemanus contre les Bellonas et cela a tout changé. Mais il valait mieux, en fin de compte, que Darrow n’ait pas cet abri derrière lequel se cacher.

### Livre 2:Golden Son
Darrow est maintenant un Or, victorieux et fier, il a vaincu l'Institut et gagné son titre de Sans-égal. Le Faucheur, obligé de servir son plus grand ennemi, attend depuis deux ans, mais il n'oublie pas sa véritable couleur, son véritable but. Darrow est rouge, et il doit se venger. Mais il commet une erreur, celle qui lui est fatale: il sous-estime son ennemi. À nouveau, il perd tout et se retrouve dans une situation qu'il n'avait pas prévue. Obligé de revoir sa stratégie, il crée des alliances improbables et n'hésite pas à prendre des risques. Pour sa couleur, son sacrifice et Eo. Se mettant de nouveaux ennemis à dos, il retrouve néanmoins ses compagnons, en espérant que ces derniers lui soient fidèles.

### Livre 3:Morning Star
La fin du règne des Ors a sonné. Ils croient que Darrow est perdu, qu'il ne peut les battre, au contraire. Celui-ci est plus que jamais déterminé à briser ses chaînes. Son intégration a fonctionné, il est sommet et en pleine possession de ses moyens. La révolution civile bat son plein, les Auréats perdent peu à peu le contrôle. Malgré ses doutes et ses peurs, ses anciens amis qui resurgissent pour l'empêcher d'atteindre son but, malgré ses alliés qui diminuent petit à petit. Le Faucheur va pouvoir enfin en finir, ce n'est que le début de la fin.

### Livre 4:Iron Gold
Darrow doit encore lutter contre certains ennemis : Grimmus et la Bordure. Lyria a vécu dans les mines de Mars jusqu’à ce qu’elle soit libérée par la République après l’insurrection. Malgré les promesses d’une vie meilleure, elle estime que la Souveraine et l’Insurrection ont laissé tomber le peuple. Autrefois membre loyal des révolutionnaires Fils d’Arès, Ephraim ti Horn a tout perdu dans l’insurrection, y compris son mari, Trigg. Dans les années qui ont suivi, Ephraïm n’a eu d’autre choix que de se tourner vers une vie de crime pour survivre, mais lorsqu’un nouveau client dangereux l’engage pour le braquage du millénaire, Ephraïm se rend rapidement compte qu’il est dépassé... Lysandre et Cassius vagabondent dans l'espace et tombent sur la mauvaise lune.

### Livre 5:Dark Age
Darrow est isolé et assiégé sur Mercure, Atalante faisant blocus des communications. Lyria et Volga sont capturées sur le Pandore et Victra ne compte pas les relâcher. Ephraim entre au service des Obsidiens de Sefi. Il entraine les skuggi. Lysandre arrive à bord de l'Annihilo d'Atalante avec Seraphina et Diomède pour allier la Bordure et les vestiges de la Société. Mustang doit affronter sa politique et envoyer des renforts à Darrow mais le Syndicat la menace de l'intérieur.

### Livre 6:Light Bringer
La traduction de Light Bringer a été abandonnée par les Editions Hachette depuis 2021 à cause du flop en France des tomes 4 et 5.

### Livre 7:Red God
En cours d'écriture.

## Univers
Red Rising se déroule au moins 800 ans (probablement beaucoup plus tard) dans le futur.  L’humanité a colonisé le Système Solaire et terraformé plusieurs planètes et lunes. Cela est vrai même pour la lune de la Terre, Luna, qui a maintenant une atmosphère respirable, des mers et des montagnes.
Au début de la colonisation, la lune de la Terre, Luna, est devenue le point de pivot central. Un ordre social strictement hiérarchique s’est établi parmi les colons, qui était ordonnés par couleur (quelle que soit la couleur de la peau, mais dans le sens de l’activité professionnelle respective) : les Ors étaient les personnes les plus riches et les plus puissantes qui prenaient toutes les décisions politiques, tandis qu’au niveau le plus bas, les Rouges fonctionnaient comme de simples travailleurs.
Plus de 700 ans avant le début de l’histoire, les Ors, désormais génétiquement modifiés, se sont rebellés sur Luna et se sont soulevés avec succès contre les États-nations de la terre. Le conflit qui s’ensuivit devint connu sous le nom de Conquête. Il est mentionné au cours des livres qu’il y avait auparavant une troisième Guerre Mondiale sur Terre et que des empires ont été établis par la suite. Entre autres, l’Empire américain (qui n’était pas l’ancien USA), l’Empire indien (qui fut l’un des derniers à capituler devant l’Empire du Soleil Levant (apparemment le Japon et les nouvelles conquêtes) et une Alliance atlantique sont mentionnés ;  Il est également fait mention d’une armada britannique que les Ors ont brûlée au-dessus du pôle Nord de la terre. Avec les avantages génétiques et technologiques du Ors, Luna a failli être vaincu pendant la guerre, lorsqu’une contre-attaque de l’Empire américain sous le commandement du général John Merrywater a pénétré les défenses de Luna. La performance de Merrywater a ensuite été prise comme un avertissement par les Ors, de sorte que l’appel Merrywater ad portas (« Merrywater aux portes », une référence à Hannibal) est devenu courant parmi les légions.
En conséquence, les Ors ont transféré leur ordre social hiérarchique, qu’ils appellent Société, sur Terre. Les habitants vivants de la terre ont été rendus chimiquement stériles.  Désormais, toute la race humaine a été génétiquement modifiée, de sorte que déjà visuellement (par la couleur des yeux et des cheveux, mais aussi par les différents sceaux physiques et osseux sur les os métacarpiens) l’affiliation à la caste respective est clairement reconnaissable. Les tout premiers Ors sur Luna au début de la colonisation n’avaient pas encore d’yeux dorés et ne portaient que des uniformes dorés.  Les changements génétiques au fil du temps, en revanche, étaient parfois très profonds ; Par exemple, les Ors ont beaucoup plus de force et de résilience que les autres personnes. La « pureté génétique » est surveillée par le Conseil de contrôle de la qualité. Une mentalité de caste rigide prévaut, non seulement entre les Ors et les autres couleurs, mais aussi à l’intérieur et entre les BassesCouleurs (Rouges, Bruns, Roses, Obsidiens), MidCouleurs (Bleus, Verts, Jaunes, Violets, Oranges, Gris) et HautesCouleurs (Ors, Blanc, Argent, Cuivre).

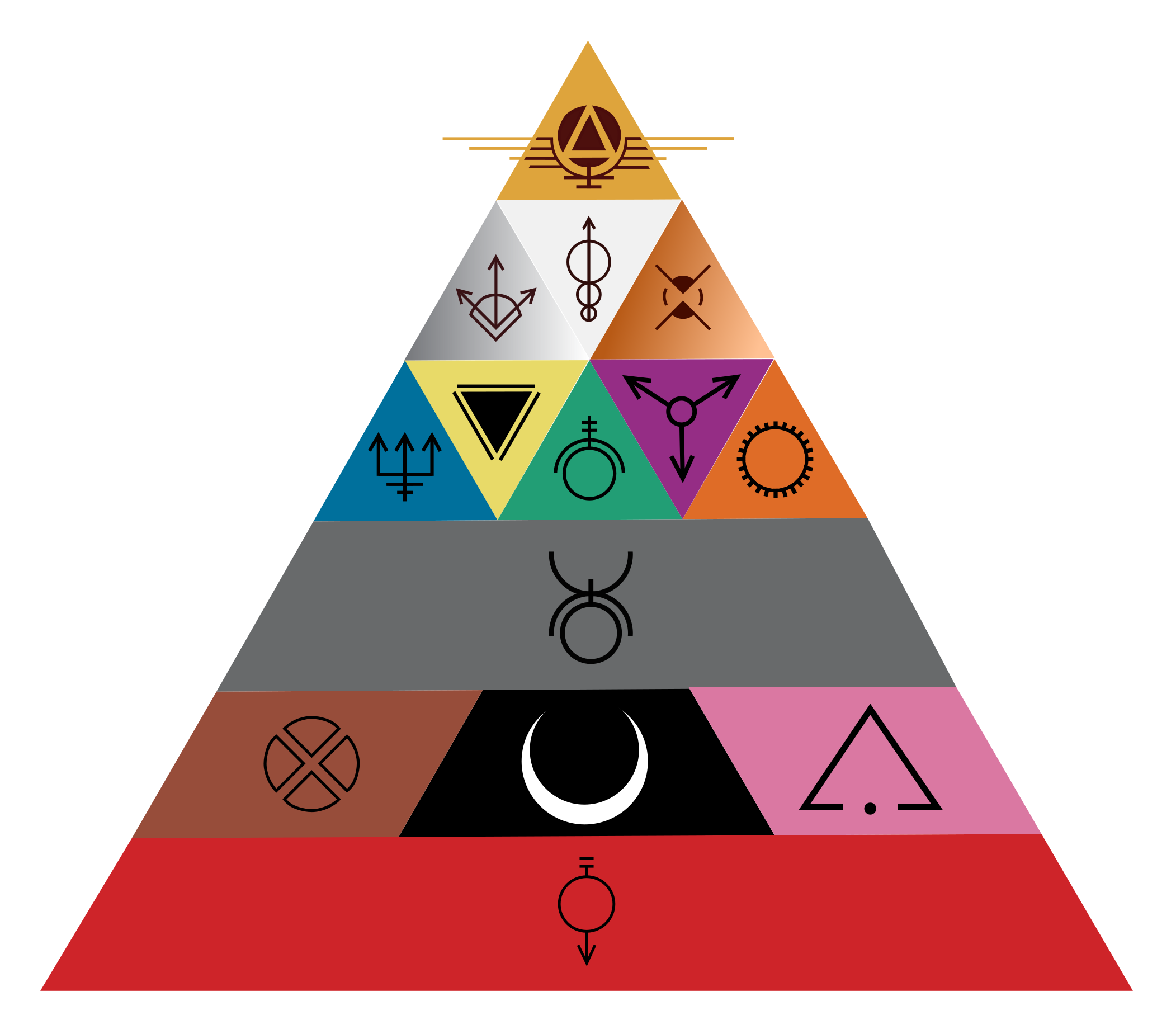
Pyramide hiérarchique des Couleurs

Chaque caste de couleur se voit attribuer des domaines de responsabilité particuliers, de sorte que les activités en dehors de ce cadre sont interdites, de même que les « mariages mixtes ». Les HautesCouleurs jouissent également de nombreux droits – les Ors ne sont responsables que dans leur couleur et dans le cadre du soi-disant accord (dans le pacte original) des couleurs dorées – les BassesCouleurs, en revanche, n’en ont presque aucun. Alors que les Ors règnent et déterminent toutes les règles centrales, les Argents sont responsables de l’économie, les Blancs des questions religieuses (plus rituelles) et de la justice, les Cuivres de l’administration et des avocats. Ces quatre groupes constituent les HautesCouleurs. Les MidCouleurs comprennent les Bleus, qui sont responsables des voyages spatiaux (ont donc de très hautes compétences mathématiques), les Jaunes pour les questions médicales et la recherche, les Verts pour la programmation et la technologie, les Violets pour l’art et la créativité, tandis que les Gris constituent la masse des soldats et les Oranges sont des techniciens et des ingénieurs. Le niveau le plus bas de la hiérarchie est formé par les Rouges, qui fournissent la majeure partie du personnel pour le travail physique, les Roses doivent offrir une grande variété de services sexuels (avec des taux de suicide très élevés), les Bruns sont des cuisiniers et des domestiques. Les Obsidiens sont des soldats d’élite et des gardes du corps spéciaux, mais ils sont toujours comptés parmi les couleurs inférieures et sont particulièrement surveillés par les Ors, car ils se sont rebellés contre la Société environ 200 ans après sa création et l’ont presque renversée.
Au début de l’intrigue, seule la société mondiale des Ors existe encore, qui règnent absolument et avec une force brutale. Les Ors attachent une importance particulière à un code d’honneur idéalisé et à l’histoire familiale (avec la génétique correspondante) ; en particulier les maisons dorées, dont l’histoire remonte au début de la conquête (y compris les maisons Lune, Raa, Augustus et Bellona), aiment le démontrer. Par exemple, les Ors correspondants préfèrent représenter des scènes de l’histoire familiale sur leurs épées en duel (rasoirs). Les rasoirs ne peuvent être dirigés que par des Ors ; Ils sont plus durs que le diamant et peuvent être utilisés par impulsions chimiques sous forme d’épée rigide ou de fouet flexible et sont la seule arme capable de pénétrer directement un bouclier à impulsion. Les Ors qui ont terminé avec succès l’Institut (une institution d’élite existant sur plusieurs planètes) reçoivent une cicatrice rituelle sur le visage et sont désormais considérés comme des Sans-Égaux Scarifiés. Ils regardent en particulier avec mépris les autres Ors qui ne s’adonnent qu’au luxe. Sur les quelque 18 milliards d’habitants du système solaire, environ 40 millions sont des Ors.
L’ordre social est basé sur l’Antiquité romaine (avec les titres, les phrases et les noms officiels correspondants, en particulier pour les Ors). Au sommet se trouvent le souverain et le Sénat, où sont représentées les familles dorées les plus puissantes, qui ont également leurs propres armées et navires de guerre privés. Les planètes individuelles ou les plus grandes lunes sont gouvernées par des Hauts-Gouverneurs. C’est une oligarchie (les titres ne sont pas héréditaires, du moins formellement), dominée par les maisons les plus grandes et les plus riches. La démocratie de la vieille terre est appelée le « noble mensonge », car l’ordre social quasi féodal des êtres d’or est basé sur le droit du plus fort, qu’ils glorifient ; ils se considèrent comme les leaders naturels de l’humanité. Alors que les « couleurs vives » et parfois aussi les « couleurs moyennes » mènent une vie relativement insouciante, souvent même très luxueuse, les conditions de vie des autres couleurs sont bien pires ; C’est particulièrement vrai pour la masse des rouges.
Les transporteurs spatiaux et les vaisseaux de guerre mesurent parfois plusieurs kilomètres de long. Les techniques d’armes modernes telles que les canons à rails, une large gamme d’armes à énergie et la technologie des boucliers sont utilisées dans les combats spatiaux et terrestres. Les bottes gravitationnelles vous permettent de voler à la vitesse du son, et la technologie implantée fait partie de la vie quotidienne de nombreuses personnes. Les holonets sont utilisés pour le divertissement et l’information, mais sont surveillés. Le génie génétique est très avancé.

### Histoire
Tout a commencé il y a 700 ans, les premiers colons venant de la Terre s'installent sur la Lune. Ils finirent par se révolter contre l'autorité terrestre et mirent en place la Société et avec le temps, les classes de celles-ci évoluèrent au fur et à mesure des manipulations génétiques. La technologie évoluant, les hommes conquirent bientôt tout le Système Solaire, occupant des planètes, des astéroïdes, des lunes, etc., jusqu'à atteindre un peu plus un nombre de 18 milliards d'humains. Ils sont tous dirigés par le Souverain de la Lune terrestre. Les objets de la vie quotidienne, les armes, les transports, l'architecture, et d'autres évolutions sont futuristes.

### Société
La Société mise en place par l'auteur s'organise sous forme d'une pyramide hiérarchique. Chaque classe est désignée par une couleur et un symbole, chargée d'un rôle précis et dénote par l'apparence : leurs yeux et parfois leurs cheveux sont à leur couleur, ils sont génétiquement modifiés pour exercer au mieux leurs activités. Le sommet de la pyramide est occupé par :
- Les Ors, naturellement plus avantagés, ils sont les dirigeants. Féroces, brillants, forts, ils sont comparés à des dieux. Ils comptent quelques sous-classes, comme les Sans-Égaux, les Auréats, Proctors, Imperators, etc. Ils sont répartis en maisons, souvent dirigée par une famille. Les plus grandes dirigent des planètes et des flottes entières. Il existe parmi eux treize Chevaliers Olympiques au service de l'Impératrice et désignés par celle-ci.

Viennent ensuite, au deuxième étage, trois classes :
- Les Argents qui occupent le rôle d'entrepreneurs, hommes d'affaires et financiers.
- Les Blancs, prêtres et prêtresse qui s'occupent des cérémonies de la Société.
- Les Cuivres, administrateurs, hommes de loi et bureaucrates.

Au troisième étage, toujours en partant du haut :
- Les Bleus, pilotes et navigateurs élevés pour équiper les vaisseaux, ces derniers doivent intégrer des écoles et grâce aux évolutions, sont capables traiter rapidement les informations et de diriger un vaisseau.
- Les Jaunes s'occupent des sciences sociales et naturelles (chercheurs, médecins, psychologues…)
- Les Verts, ils développent, programment et sont experts en technologies.
- Les Violets, artistes, ils occupent divers rôles comme musiciens, chanteurs… Certains pratiquent la chirurgie esthétique, ce sont les Sculpteurs, et bien plus encore.
- Les Oranges sont des techniciens et mécaniciens, ils s'occupent de l'entretien et du support.

Occupant le quatrième étage à eux seuls :
- Les Gris constituent la police, l'armée et les forces d'interventions.

À l'avant-dernier étage, considérés comme non-libres :
- Les Bruns, qui jouent le rôle de domestiques, serviteurs et personnel d’accueil.
- Les Obsidiens, monstrueux, ils sont rarement considérés comme des hommes, uniquement dédiés à la guerre, ils vivent exilés depuis que leur dernière révolution a raté. Leurs mode de vie et croyances sont inspirés des vikings et de la mythologie nordique.
- Les Roses sont des esclaves d'une grande beauté spécialisées dans les plaisirs charnels.

Enfin, à la base se trouve la dernière classe :
- Les Rouges sont des ouvriers qui sont affectés à diverses tâches manuelles, souvent difficiles et mortelles. Il y en a deux types : les hauts rouges et les bas rouges.

### L'Institut
Après un examen imposé à tous les Ors, les meilleurs d'entre eux intègrent l'Institut qui a pour but de les former pour qu'ils puissent espérer intégrer les postes les plus haut placés. À la sortie de celui-ci, ils reçoivent une cicatrice sur la joue qui font d'eux des Sans-Égaux.Il y a plusieurs Instituts basés à divers endroits, celui de Mars se trouve dans la vallée d'Agéa. Les élèves, à la suite de tests, intègrent des maisons aux noms des divinités romaines. Chaque maison est dirigée par un Proctor qui vit sur le Mont Olympe, cité survolant le terrain de l'Institut. Il y a 13 Maisons, une pour chaque divinité olympienne (Mars, Diane, Apollon, Mercure, Junon, Jupiter, Pluton, Vénus, Vulcain, Cérès, Minerve, Neptune et Bacchus ). Le nombre d'étudiants, au départ 1 300, diminue de moitié lors de la première nuit où ils se retrouvent par binômes, obligés de s'entre-tuer (le Passage). Il reste finalement 50 étudiants dans chaque maison basée à divers endroits. Chaque maison se voit attribuer une forteresse et une bannière, appelée étendard, à défendre dans les limites de l’Institut, dans le but de se faire la guerre jusqu’à ce qu’une maisons en prenant le blason de celle-ci asservisse les autres en utilisant l’étendard. . Les étudiants conquis sont systématiquement « réduits en esclavage » par d’autres Maisons, forcés par leur honneur de servir leurs conquérants. Au cours du jeu, l'élève le plus fort de chaque maison obtient le titre de Primus.

### L'Académie
Une fois l'Institut fini, certains élèves deviennent des lanciers de diverses maisons, ils doivent cette fois-ci s'affronter à l'Académie, ou, s'ils possèdent une flotte, ils engagent des batailles au coeur de l'espace. Le but étant de détruire le plus de flottes possibles, le gagnant devient Imperator d'une flotte entière.

## Personnages
- Darrow de Lykos (alias Darrow au Andromédus), débutant comme un fossoyeur rouge, il désire se venger et libérer son peuple. Grâce à une opération, il prend l'apparence d'un Or et intègre leur communauté. Surnommé le Faucheur lors de son passage à l'Institut, il est le gagnant de sa promotion et ressort deuxième de l'Académie. Appartenant à la maison Mars, il devient un lancier du Gouverneur de Mars: Nero Au Augustus, avant d'être déchu et classé au rang de rebelle.
- Sevro au Barca, surnommé Gobelin, il est le plus proche ami et allié de Darrow, fils de Fitchner, il est à la tête des Hurleurs, groupe constitué lors de l'Institut alors qu'il appartenait à la maison de Mars. Il devient ensuite Arès et prend tête du mouvement de rébellion.
- Virginia au Augustus, fille de Nero, aussi appelée Mustang, membre de la maison de Minerve est très intelligente. Désirant la paix, elle intègre la cour de la Lune et rejoint Darrow plus tard, elle finit par devenir la compagne de ce dernier.
- Adrius au Augustus, frère jumeau de Mustang, il est l'un des ennemis jurés de Darrow, bien qu'un moment il fût son allié. Il a perdu une main à l'Institut mais a gagné le surnom du Chacal là-bas, il appartient à la maison de Pluton.
- Nero au Augustus, Haut-Gouverneur de Mars, chef de la maison Augustus.
- Cassius au Bellona, ancien ami de Darrow, Chevalier du Matin et garde du corps de la Souveraine Octavia Au Lune.
- Octavia au Lune, Souveraine de la société, basée sur Luna.
- Victra au Julii, demi-sœur d'Antonia et ainée de celle-ci. Elle est introduite dans Golden Son en tant qu'entourage proche de Darrow à l'Académie et devient l'une de ses meilleurs amis.

En mars 2016, Brown a nommé Victra comme son personnage préféré à écrire, disant qu’elle « est sombre et brisée... mais elle retrouve son chemin ».
- Tactus au Valii-Rath, ami de Darrow à l'Académie, de la Maison Diane et Lancier de la Maison Augustus.
- Roque au Fabii, ami de Darrow à l'Académie, de la Maison Mars et Lancier de la Maison Augustus puis Imperator de l'Armada de l'Epée.
- Antonia au Severus-Julii, une Or impitoyable que Darrow aliène presque immédiatement, Praetor de la 5e et la 6e Légion.
- Karnus au Bellona, ennemi de Darrow à l'Académie, frère de Cassius, fils de l'Imperator Tibérius au Bellona.

## Prix et récompenses
Il fait partie des New-York Time BestSeller de l'année 2014. Également élu meilleur premier roman 2014 selon les lecteurs de Goodreads et Buzzfeed .
Accueilli par des critiques qui sont dans l'ensemble très bonnes,,, a également atteint le #1 sur la liste des livres les plus vendus de USA Today.
En juin 2021, la saga Red Rising se vend à plus de 2 millions d’exemplaires rien qu’aux États-Unis.

## Produits dérivés

### Adaptation cinématographique
Le magazine américain Deadline.com rapporte que Marc Forster serait le dirigeant de l'adaptation du livre sur grand écran en collaboration avec Joe Roth, le scénario serait écrit par l'auteur lui-même. Un autre article annonce qu'Universal Pictures et Sony Pictures avaient signé un contrat de droits d'adaptation. En 2016, le film est toujours en développement.
Finalement, le projet étant trop difficile et avançant trop lentement, les droits sont revenus à Brown. En 2018, il annonce le projet de finalement en faire une série télévisée grand budget. En octobre 2018, lors d'une conférence de presse, il assure que l'équipe a été choisie et est en cours d'écriture de la série.

### Jeu de société
En février 2021, Stonemaier Games annonce son jeu de société Red Rising. Le jeu reçoit une recommandation des International Gamers Awards 2021. Jamey Stegmaier et Alexander Schmidt, les concepteurs, réfléchissent pour réaliser une extension sur la tétralogie.